# Eugene Schuyler
Eugene Schuyler (n. 26 februarie 1840, Ithaca, New York – d. 16 iulie 1890, Veneția) a fost un savant, scriitor, explorator și diplomat american, primul ambasador al Statelor Unite ale Americii în România, după recunoașterea independenței acesteia. A studiat limba română și a fost ales membru de onoare al Academiei Române.
Schuyler a fost printre primii trei americani care a obținut titlul de doctor în filozofie la o universitate americană și primul traducător american al operelor lui Ivan Turgheniev și Lev Tolstoi. Eugene Schuyler a fost primul diplomat american care a vizitat Asia Centrală țaristă, și, în calitate de consul-general american la Constantinopol, a jucat un rol-cheie în mediatizarea atrocităților turcești comise în Bulgaria în timpul răscoalei din 1876. A fost, de asemenea, primul ambasador american în Serbia și Grecia.